# Síofra O'Leary
Síofra O'Leary   (Dublín, 20 de setembre de 1968) és una advocada i jutgessa irlandesa del Tribunal Europeu de Drets Humans (TEDH) des del 2015. El 2021 va ser escollida vicepresidenta del TEDH. El 19 de setembre de 2022 va ser escollida presidenta del Tribunal i es va convertir en la primera dona en ocupar aquest càrrec quan va prendre'n possessió l'1 de novembre de 2022 en substitució de Róbert Ragnar Spano.

## Trajectòria
O'Leary es va llicenciar en Dret Civil a la Universitat de Dublín el 1989. Va estudiar a l'Institut Universitari Europeu de Florència, on es va doctorar en Dret Europeu l'any 1993. Després va fer recerca a les universitats de Cadis i Londres abans d'esdevenir directora adjunta del Centre d'Estudis de Dret Europeu de la Universitat de Cambridge el 1996.
A partir de 1996 i durant tres anys, O'Leary va ocupar el càrrec de Référendaire («consultora») al Tribunal de Justícia Europeu (TEJ) a Luxemburg. Més endavant es va convertir en la cap de gabinet del 2000 al 2004. Durant la seva estada al tribunal de justícia, O'Leary també va treballar com a investigadora visitant a la Universitat de Dublín de 1999 a 2004 i, des de 2003, ha estat professora visitant al Col·legi d'Europa de Bruges. Les seves conferències i articles es dirigeixen a professionals, òrgans governamentals i personal acadèmic sobre drets fonamentals, dret comunitari europeu, pràctiques i procediments del TEJ, dret laboral i lliure circulació de persones.

## Obra publicada
- The Evolving Concept of Community Citizenship (Kluwer, 1996)
- Employment Law at the European Court of Justice (Hart Publishing, 2001)